# Sergio Bardotti
Sergio Bardotti (Pavia, 14 febbraio 1939 – Roma, 11 aprile 2007) è stato un paroliere e produttore discografico italiano, fra i maggiori autori di canzoni di musica leggera degli anni sessanta. È stato vincitore nel 1983 del Premio Tenco.

## Biografia
Sergio Bardotti si laureò presso la Facoltà di Lettere e Filosofia dell'Università di Pavia, dove fu alunno del Collegio Ghislieri dal 1957 al 1961.
Esordisce come cantautore, dopo aver ottenuto un contratto con la Carisch, pubblicando nel 1961 due 45 giri con lo pseudonimo Sergio Dotti, che passano inosservati; l'anno successivo partecipa alla Sei giorni della canzone con Le fossette, senza però arrivare in finale.
Inizia poi a collaborare con l'RCA Italiana come produttore e autore di testi: il primo lavoro di cui si occupa, però, non è legato alla musica ma alla letteratura, in quanto cura la pubblicazione di una collana di dischi di poesie lette dagli stessi autori (fra gli altri Eugenio Montale, Giuseppe Ungaretti, Salvatore Quasimodo, Pier Paolo Pasolini e Alfonso Gatto).
Si occupa poi, dal 1963, di talenti emergenti come Rita Pavone, per cui scrisse Datemi un martello, cover del brano di Pete Seeger If I Had a Hammer.
Nel 1966 diventa direttore artistico della sotto-etichetta ARC, specializzata nello scoprire e lanciare nuovi talenti: fra essi Lucio Dalla, The Rokes, Mal & The Primitives, (album Blow up), Dino, che incise come secondo disco la sua Te lo leggo negli occhi, Ricky Shayne e molti altri.
Altre sue collaborazioni artistiche in campo musicale furono quelle con Luigi Tenco, Gino Paoli e Sergio Endrigo, cui affidò uno dei suoi primi motivi di grande successo, Canzone per te, vincitore del festival di Sanremo 1968 (nel 1969 non riuscì a bissare il successo nonostante la buona canzone Lontano dagli occhi cantata da Endrigo in coppia con la cantante inglese Mary Hopkin e arrivata peraltro seconda). Ha poi rivinto il festival sanremese nel 1989 con il brano Ti lascerò eseguito dal duo Anna Oxa-Fausto Leali.
Bardotti ha scritto poi innumerevoli testi per altri cantanti, molti dei quali da lui stesso prodotti, fra cui Mina, Lucio Dalla e Patty Pravo (sua hit maggiore Se perdo te), Michele, Anna Identici, Ron, Ricchi e Poveri e Mal and The Primitives. Insieme ad Antonello Venditti e Gepy ha composto l'inno della Roma (Roma (non si discute, si ama)), nel 1975.
Successivamente, con la trasformazione del mercato discografico intervenuta negli anni settanta è diventato uno primi sostenitori della forma del concept album.
Sotto questo profilo, particolarmente interessanti sono risultate le sue collaborazioni con artisti quali i citati Dalla (Terra di Gaibola, 1970; Storie di casa mia, 1971), i New Trolls (Aldebaran, 1978, e l'album dell'anno successivo New Trolls), con i quali firma i testi e produce con Gepy & Gepy anche l'album IO FUORI del 1977 interprete Ornella Vanoni. Fabrizio De André per il quale produsse l'album Non al denaro non all'amore né al cielo insieme a Roberto Dané. Fra le sue canzoni più apprezzate si ricordano inoltre Occhi di ragazza (per Gianni Morandi), Amico è e Aria (per Dario Baldan Bembo), Piazza Grande, La casa in riva al mare e Itaca (per Lucio Dalla, queste ultime scritte in collaborazione con Gianfranco Baldazzi). Nel 1985 produce il Q-Disc "Rapezzi" di Ugo Rapezzi che vede la partecipazione di Chico Barque de Hollanda e Lucio Dalla.
Muore nel 2007 per arresto cardiaco a 68 anni.

## Altre attività
Per il teatro Bardotti ha firmato assieme a Luis Bacalov una commedia musicale destinata all'infanzia, I musicanti, molto popolare in America Latina con il titolo Os saltimbancos e portata sullo schermo in due film.
In campo internazionale, ha collaborato con esponenti della musica sudamericana, in particolare brasiliana, quali Chico Buarque de Hollanda, Toquinho e Vinícius de Moraes. I frutti di queste collaborazioni sono stati poi raccolti in un disco di successo inciso da Sergio Endrigo insieme a Toquinho, Giuseppe Ungaretti e Vinícius de Moraes: La vita, amico, è l'arte dell'incontro, pubblicato nel 1969. Sette anni dopo ripeterà l'esperienza con un disco inciso da Ornella Vanoni con Toquinho e Vinícius de Moraes: La voglia la pazzia l'incoscienza l'allegria.
Con de Moraes ha scritto due libri: Vinicius de Moraes – Poesie e Canzoni (traduzioni) (1981) e In via dei matti numero zero (1999). E sempre sulla cultura e sulla musica popolare del Brasile - tematica della quale era molto appassionato - ha scritto nel 2004 la prefazione del libro di Giancarlo Mei Canto latino: origine, evoluzione e protagonisti della musica popolare del Brasile (Stampa Alternativa-Nuovi Equilibri, postfazione di Milton Nascimento).
Sempre come paroliere, ha tradotto dalla lingua francese brani di Jacques Brel (Canzoni dei vecchi amanti, Canzone senza parole) e Charles Aznavour (E io fra di voi). Di Leonard Cohen ha tradotto, insieme a Fabrizio De André, Famous Blue Raincoat (La famosa volpe azzurra, interpretata da Ornella Vanoni).
Per il cinema ha infine curato assieme a Bacalov diverse colonne sonore, fra cui quelle dei film La decima vittima (del 1965, con Marcello Mastroianni ed Ursula Andress), la commedia a episodi Le fate (del 1966), Ricatto alla mala (del 1972, con Olivia Hussey e Raf Vallone), L'ultima neve di primavera (del 1973, con Bekim Fehmiu, Agostina Belli e Renato Cestiè).
Bardotti è stato dagli anni ottanta anche autore e produttore televisivo partecipando alla stesura dei testi di diverse edizioni di Domenica In. Per Raiuno ha collaborato dal 1986 al 1990 a Fantastico, Domenica in nel 1991 e nel 2000, e alle trasmissioni Serata d'onore e Uno su cento (con Gianni Morandi, nel 1989), Numero Uno, Concerto per il Papa (1998), Capodanno-La notte degli Angeli su Raiuno (1998 e 1999), Sanremo estate e Pavarotti International (2001).
Il suo ultimo impegno di rilievo è stato, sempre a fianco di Pippo Baudo, il Festival di Sanremo 2007.

## Attività collaterali
Una volta nella vita Sergio Bardotti è stato anche cantante: infatti nel 2002, nel cd prodotto dal Club Tenco in cui viene reso omaggio a Sergio Endrigo, "Canzoni per te - dedicato a Sergio Endrigo", tra i molti autori che cantano le canzoni di Endrigo (Bruno Lauzi, Gino Paoli, Enzo Jannacci, e altri), troviamo anche Bardotti che canta la celebre "La casa", che aveva tradotto egli stesso nel 1969 con Endrigo dall'originale di Vinicius.
Uomo dotato di grande cultura (è stato docente al seminario per autori di testi dal 2000 e in quello per presentatori dal 2002), ma anche ricco di humour, è stato direttore artistico di un'originale rassegna canora, DALLO SCIAMANO ALLO SHOWMAN il Festival della canzone umoristica d'autore della Val Camonica.

## Omaggi
Nel mese di novembre 2008 è stato pubblicato il doppio album tributo Bardóci (dalla pronuncia in portoghese brasiliano del cognome "Bardotti": in Brasile, l'autore era amatissimo, oltre che molto attivo e noto) realizzato dal Club Tenco, che vede la partecipazione di artisti quali Chico Buarque de Hollanda, Max Manfredi, Joan Manuel Serrat, Ornella Vanoni, Elisabetta Prodon, Massimo Ranieri, Fiorello, Sergio Cammariere, Simone Cristicchi, Luca Faggella, Vittorio De Scalzi, Teresa De Sio e tanti altri, impegnati in rivisitazioni inedite di brani scritti da Sergio Bardotti.
Nel maggio 2010 è stato pubblicato il libro Occhi di ragazzo. Sergio Bardotti: un artista che non ha mai smesso di sognare' curato da Nini Giacomelli con piccole collaborazioni di Lucia Carenini,  edito da Rugginenti e che vede la partecipazione, tra gli altri, anche di Silvana Antonioli Cameroni, Ornella Vanoni, Luis Bacalov, Pippo Baudo, Massimo Bardotti, Alberto Bazzurro, Bibi Bertelli, Roberto Bianchin, Luigi Bolognini, Marco Brogi, Sergio Cammariere, Ida Cassin, Max Cavezzali, Lucia Carenini, Roberto Coggiola, Simone Cristicchi, Luca Crovi, Enzo Decaro, Ezio de Oliveria Rocha, Mario Luzzatto Fegiz, Gilda Mattoso, Vincenzo Mollica, Mauro Pagani, Gino Paoli, Andrea Quartarone, Massimo Ranieri, Sergio Secondiano Sacchi, Franco Settimo, Sergio Staino e Giorgio Tura.

## Canzoni scritte da Sergio Bardotti
| Anno | Titolo                                            | Autori del testo                                               | Autori della musica                              | Interpreti |
| ---- | ------------------------------------------------- | -------------------------------------------------------------- | ------------------------------------------------ | --- |
| 1963 | La nostra casa                                    | Sergio Bardotti                                                | Flavio Carraresi                                 | Gino Paoli e Riccardo Del Turco |
| 1963 | Se mi vuoi ancora bene                            | Sergio Bardotti                                                | Lee Morris (Maurice Zeserson)                    | Rosy (RCA Italiana PM45-3228) |
| 1963 | Era d'estate                                      | Sergio Bardotti                                                | Sergio Endrigo                                   | Sergio Endrigo |
| 1963 | La tua stanza                                     | Sergio Bardotti                                                | Mario Cantini in arte Pelleschi                  | Pino Catini |
| 1963 | Un mare blu                                       | Sergio Bardotti                                                | Mario Cantini in arte Pelleschi                  | I Metafisici |
| 1963 | Per la vita                                       | Sergio Bardotti                                                | Charles Aznavour                                 | Charles Aznavour (Barclay BL 9022) |
| 1964 | Solamente Mia                                     | Sergio Bardotti                                                | Gian Piero Reverberi                             | Giancarlo Guardabassi |
| 1964 | Ti credevo felice                                 | Sergio Bardotti e Mogol                                        | André Popp                                       | Fabrizio Capucci (ARC AN 4030) |
| 1964 | Se per me parlasse il cuore                       | Sergio Bardotti                                                | Luis Bacalov                                     | Stelvia Ciani (ARC AN 4031) |
| 1964 | Questa giovinezza                                 | Sergio Bardotti                                                | Charles Aznavour                                 | Charles Aznavour (Barclay BL 9023) |
| 1964 | Ti voglio come sei                                | Sergio Bardotti                                                | Gerry Goffin e Carole King                       | Rosy (RCA Italiana PML 10371) |
| 1964 | Datemi un martello                                | Sergio Bardotti                                                | Pete Seeger                                      | Rita Pavone (45 giri) |
| 1964 | Te lo leggo negli occhi                           | Sergio Bardotti e Sergio Endrigo                               | Sergio Endrigo                                   | Dino, Giorgio Gaber, Franco Battiato |
| 1964 | Lei (non è per me)                                | Sergio Bardotti e Gino Paoli                                   | Tradizionale                                     | Lucio Dalla |
| 1965 | Vivrò/Ma vie                                      | Gino Paoli e Sergio Bardotti                                   | Alain Barrière                                   | Alain Barrière |
| 1965 | Maria la bionda (Marie Joconde)                   | Sergio Bardotti                                                | Alain Barrière                                   | Alain Barrière (45 giri) |
| 1965 | L'ora di piangere                                 | Sergio Bardotti                                                | George Morton                                    | Lucio Dalla (45 giri) |
| 1965 | Spiral Waltz                                      | Sergio Bardotti                                                | Piero Piccioni                                   | Mina (album La decima vittima) |
| 1965 | La verità                                         | Sergio Bardotti                                                | Carlo Pes e Armando Trovajoli                    | Paul Anka (45 giri) Carmen Villani (45 giri) |
| 1965 | Thrilling (La regola del gioco)                   | Sergio Bardotti e Gianni Musy                                  | Ennio Morricone                                  | Rita Monico (ARC AN 4068) |
| 1965 | Il ragazzo di ghiaccio                            | Sergio Bardotti                                                | Ennio Morricone                                  | Dino (ARC AN 4060) |
| 1965 | In fondo ai miei occhi                            | Sergio Bardotti                                                | Ennio Morricone                                  | Anna Moffo (RCA Victor 45N-1468) |
| 1965 | Un fiore è nato                                   | Sergio Bardotti e Gino Paoli                                   | Gino Paoli                                       | Anna Moffo (RCA Victor 45N-1468) |
| 1965 | Ho messo gli occhi su di te                       | Sergio Bardotti                                                | Ennio Morricone                                  | Dino (RCA Original Cast SP 8013) |
| 1965 | Le cose più importanti                            | Sergio Bardotti                                                | Ennio Morricone                                  | Pierfilippi (RCA Italiana PM45-3336) |
| 1966 | Il mondo nei tuoi occhi                           | Giuseppe Cassia e Sergio Bardotti                              | Burt Bacharach                                   | Gianni Morandi |
| 1966 | Comincia l'amore                                  | Sergio Bardotti                                                | Gian Franco Reverberi                            | Dino |
| 1966 | Chi più di me                                     | Sergio Bardotti                                                | Paul Anka                                        | Dino |
| 1966 | Non è mai tardi                                   | Sergio Bardotti                                                | Shadow Morton                                    | Rita Monico |
| 1966 | Prendi la chitarra e vai                          | Sergio Bardotti                                                | Roger Greenway e Roger Cook                      | The Motowns (45 giri) |
| 1966 | Quando ero soldato                                | Sergio Bardotti                                                | Gian Franco Reverberi                            | Lucio Dalla (album 1999) |
| 1966 | Mondo di uomini/It's a man's man's man's world    | Sergio Bardotti e Luigi Tenco                                  | James Brown                                      | Lucio Dalla (album 1999) |
| 1966 | 1999                                              | Sergio Bardotti                                                | Gian Franco Reverberi e Lucio Dalla              | Lucio Dalla (album 1999) |
| 1966 | L.S.D.                                            | Sergio Bardotti                                                | Gian Franco Reverberi e Lucio Dalla              | Lucio Dalla (album 1999) |
| 1966 | La paura                                          | Sergio Bardotti                                                | Gian Franco Reverberi e Lucio Dalla              | Lucio Dalla (album 1999) |
| 1966 | Tutto il male del mondo                           | Sergio Bardotti                                                | Gian Franco Reverberi e Lucio Dalla              | Lucio Dalla (album 1999) |
| 1966 | Io non ci sarò                                    | Sergio Bardotti                                                | Gian Franco Reverberi e Lucio Dalla              | Lucio Dalla (album 1999) |
| 1966 | Paff...bum!                                       | Sergio Bardotti                                                | Gian Franco Reverberi                            | Lucio Dalla (45 giri, poi album 1999) |
| 1966 | Johnny no/Thunder 'n' lightnin'                   | Sergio Bardotti e Luigi Tenco                                  | Hoyt Axton                                       | The Primitives 45 giri. (album Blow up) |
| 1966 | Yeeeeeeh!/I ain't gonna eat my heart anymore)     | Sergio Bardotti e Luigi Tenco                                  | Pamela Sawyer e Lori Burton                      | The Primitives 45 giri. (album Blow up) |
| 1967 | Nasce una vita                                    | Sergio Bardotti                                                | Jimmy Fontana                                    | Edoardo Vianello (45 giri) |
| 1967 | Tu più lui                                        | Sergio Bardotti                                                | Gian Franco Reverberi                            | I Sagittari (45 giri) |
| 1967 | Vai via malinconia                                | Sergio Bardotti                                                | Ennio Morricone                                  | Maysa Matarazzo (45 giri) |
| 1967 | Dirgli solo no                                    | Sergio Bardotti (pseudonimo Pantagruele)                       | Ennio Morricone                                  | Maysa Matarazzo (45 giri) |
| 1967 | Uno di noi                                        | Sergio Bardotti                                                | Pelleschi                                        | Miranda Martino (45 giri) |
| 1968 | Se perdo te/The time has come                     | Sergio Bardotti                                                | Paul Korda                                       | Patty Pravo (album Patty Pravo) |
| 1968 | Perché non dormi fratello                         | Sergio Bardotti e Sergio Endrigo                               | Sergio Endrigo                                   | Sergio Endrigo (45 giri, poi album Endrigo) |
| 1968 | Canzone per te                                    | Sergio Bardotti e Sergio Endrigo                               | Sergio Endrigo                                   | Sergio Endrigo (45 giri, poi album Endrigo) Roberto Carlos (45 giri)                                                                                             |
| 1968 | Fatalità                                          | Sergio Bardotti                                                | Piero Pintucci                                   | Bertas (45 giri, poi album Fatalità) Ornella Vanoni (album Duemilatrecentouno parole)                                                                            |
| 1969 | Ti credevo felice                                 | Sergio Bardotti e Mogol                                        | André Popp                                       | Dino (ARC AN ALPS 11010) |
| 1969 | Chi è/Get back                                    | Sergio Bardotti                                                | Paul McCartney e John Lennon                     | Juniors (45 giri) |
| 1969 | Tu sei bella come sei                             | Sergio Bardotti e Giuseppe Cassia                              | Marcello Marrocchi e Mario Vicari                | Mal dei Primitives (45 giri poi album Mal dei Primitives.) Showmen (45 giri)                                                                                     |
| 1969 | Baci baci baci                                    | Sergio Bardotti                                                | Franco Bracardi                                  | Wilma Goich (45 giri) e The Sweet Inspirations (45 giri) |
| 1969 | Una breve stagione                                | Sergio Bardotti                                                | Ennio Morricone                                  | Sergio Endrigo (45 giri Cetra SP 1418) |
| 1969 | San Firmino                                       | Sergio Bardotti e Sergio Endrigo                               | Sergio Endrigo                                   | Sergio Endrigo (45 giri) |
| 1969 | Poema degli occhi/Poema dos olhos da amada        | Sergio Bardotti da Vinícius de Moraes                          | Paulo Soledade                                   | Sergio Endrigo (album La vita, amico, è l'arte dell'incontro) Patty Pravo (album Per aver visto un uomo piangere e soffrire Dio si trasformò in musica e poesia) |
| 1969 | La casa                                           | Sergio Bardotti e Sergio Endrigo                               | Vinícius de Moraes                               | Sergio Endrigo (album La vita, amico, è l'arte dell'incontro) |
| 1970 | Rotativa                                          | Sergio Bardotti                                                | Chico Buarque                                    | Chico Buarque (album Per un pugno di samba) |
| 1970 | Samba e amore                                     | Sergio Bardotti                                                | Chico Buarque                                    | Chico Buarque (album Per un pugno di samba) |
| 1970 | Sogno di un carnevale                             | Sergio Bardotti                                                | Chico Buarque                                    | Chico Buarque (album Per un pugno di samba) |
| 1970 | Lei no, lei sta ballando                          | Sergio Bardotti                                                | Chico Buarque                                    | Chico Buarque (album Per un pugno di samba) |
| 1970 | Il nome di Maria                                  | Sergio Bardotti                                                | Chico Buarque                                    | Chico Buarque (album Per un pugno di samba) |
| 1970 | Funerale di un contadino                          | Sergio Bardotti                                                | Chico Buarque                                    | Chico Buarque (album Per un pugno di samba) |
| 1970 | In te                                             | Sergio Bardotti                                                | Chico Buarque                                    | Chico Buarque (album Per un pugno di samba) |
| 1970 | Queste e quelle                                   | Sergio Bardotti                                                | Chico Buarque                                    | Chico Buarque (album Per un pugno di samba) |
| 1970 | Tu sei una di noi                                 | Sergio Bardotti                                                | Chico Buarque                                    | Chico Buarque (album Per un pugno di samba) |
| 1970 | Nicanor                                           | Sergio Bardotti                                                | Chico Buarque                                    | Chico Buarque (album Per un pugno di samba) |
| 1970 | In memoria di un congiurato                       | Sergio Bardotti                                                | Chico Buarque                                    | Chico Buarque (album Per un pugno di samba) |
| 1970 | Ed ora dico sul serio                             | Sergio Bardotti                                                | Chico Buarque                                    | Chico Buarque (album Per un pugno di samba) |
| 1970 | Il fiume e la città                               | Sergio Bardotti                                                | Lucio Dalla                                      | Lucio Dalla (album Terra di Gaibola) |
| 1970 | K.O.                                              | Sergio Bardotti                                                | Lucio Dalla                                      | Lucio Dalla (album Terra di Gaibola) |
| 1970 | Dolce Susanna                                     | Sergio Bardotti e Gianfranco Baldazzi                          | Lucio Dalla                                      | Lucio Dalla (album Terra di Gaibola) Rosalino Cellamare (45 giri)                                                                                                |
| 1970 | Occhi di ragazza                                  | Sergio Bardotti e Gianfranco Baldazzi                          | Lucio Dalla                                      | Lucio Dalla (album Terra di Gaibola) Gianni Morandi (album Gianni 7) Ron & Gianni Morandi (album Tutti cuori viaggianti)                                         |
| 1970 | Fumetto                                           | Sergio Bardotti e Gianfranco Baldazzi                          | Lucio Dalla                                      | Lucio Dalla (album Terra di Gaibola) |
| 1970 | Dimmi cosa aspetti ancora                         | Sergio Bardotti e Gianfranco Baldazzi                          | Daniela Casa                                     | Dominga (album Dedicato a te) |
| 1970 | Africa                                            | Sergio Bardotti e Paola Pallottino                             | Lucio Dalla                                      | Lucio Dalla (album Terra di Gaibola) |
| 1970 | Sylvie                                            | Sergio Bardotti e Gianfranco Baldazzi                          | Lucio Dalla                                      | Lucio Dalla (album Terra di Gaibola) |
| 1970 | Un minuto di libertà                              | Sergio Bardotti                                                | Salvatore Ruisi                                  | The Pennies (45 giri Un minuto di libertà - Lo sconfitto) |
| 1971 | Torna insieme a lei                               | Sergio Bardotti                                                | José Feliciano e Rick Jarrard                    | Patty Pravo (album Bravo Pravo) |
| 1971 | Chi ti darà                                       | Sergio Bardotti                                                | Scotty Fagin, Doc Pomus e Mort Shuman            | Patty Pravo (album Bravo Pravo) |
| 1971 | Itaca                                             | Sergio Bardotti e Gianfranco Baldazzi                          | Lucio Dalla                                      | Lucio Dalla (album Storie di casa mia) |
| 1971 | La casa in riva al mare                           | Sergio Bardotti e Gianfranco Baldazzi                          | Lucio Dalla                                      | Lucio Dalla (album Storie di casa mia) |
| 1971 | Per due innamorati                                | Sergio Bardotti e Gianfranco Baldazzi                          | Lucio Dalla                                      | Lucio Dalla (album Storie di casa mia) |
| 1971 | Strade su strade                                  | Sergio Bardotti                                                | Lally Stott                                      | Lucio Dalla (album Storie di casa mia) |
| 1971 | L'ultima vanità                                   | Sergio Bardotti e Gianfranco Baldazzi                          | Lucio Dalla                                      | Lucio Dalla (album Storie di casa mia) |
| 1971 | E io tra di voi/Et moi dans mon coin              | Sergio Bardotti                                                | Charles Aznavour                                 | Charles Aznavour (album E fu subito Aznavour) |
| 1971 | Love story                                        | Sergio Bardotti                                                | Francis Lai                                      | Patty Pravo (album Di vero in fondo) |
| 1971 | Canzone degli amanti/La chanson des vieux amants  | Sergio Bardotti e Duilio Del Prete                             | Jacques Brel                                     | Patty Pravo (album Di vero in fondo) Franco Battiato (album Fleurs)                                                                                              |
| 1971 | Morire...dormire...forse sognare                  | Sergio Bardotti                                                | Luis Bacalov                                     | Patty Pravo (album Per aver visto un uomo piangere e soffrire Dio si trasformò in musica e poesia)                                                               |
| 1972 | Quando verranno i giorni                          | Gianfranco Baldazzi e Sergio Bardotti                          | Piero Piccioni                                   | Mireille Mathieu |
| 1972 | Canzona (There will be time)                      | Gianfranco Baldazzi e Sergio Bardotti                          | Luis Enriquez Bacalov                            | Osanna (Colonna Sonora film "Milano Calibro 9") |
| 1972 | Nata libera                                       | Gianfranco Baldazzi e Sergio Bardotti                          | Piero Piccioni                                   | Mireille Mathieu |
| 1972 | Valsinha                                          | Sergio Bardotti                                                | Chico Buarque de Hollanda e Vinícius de Moraes   | Patty Pravo (album Sì...incoerenza) Mia Martini (album Nel mondo una cosa)                                                                                       |
| 1972 | Piazza Grande                                     | Sergio Bardotti e Gianfranco Baldazzi                          | Lucio Dalla e Rosalino Cellamare                 | Lucio Dalla (45 giri) |
| 1972 | Anche tu                                          | Sergio Bardotti                                                | Luis Bacalov                                     | Ricchi e Poveri (45 giri) |
| 1973 | Elisa Elisa                                       | Sergio Bardotti e Sergio Endrigo                               | Sergio Endrigo                                   | Sergio Endrigo (album Elisa) |
| 1974 | La gente e me/Chuva, suor e cerveja               | Sergio Bardotti                                                | Caetano Veloso                                   | Ornella Vanoni (45 giri) |
| 1975 | Se non avessi Giulia                              | Sergio Bardotti                                                | Maurizio Fabrizio                                | Maurizio Fabrizio (45 giri) |
| 1975 | 9 di sera/A televisão                             | Sergio Bardotti                                                | Chico Buarque de Hollanda                        | Enzo Jannacci (album Quelli che...) |
| 1975 | Volesse il cielo                                  | Sergio Bardotti                                                | Vinícius de Moraes                               | Mia Martini (album Sensi e controsensi) |
| 1975 | Roma (non si discute, si ama)                     | Sergio Bardotti e Antonello Venditti                           | Antonello Venditti e Giampiero Scalamogna        | Antonello Venditti (45 giri) |
| 1975 | Incontro                                          | Sergio Bardotti                                                | Maurizio Fabrizio e Giampiero Scalamogna         | Patty Pravo (album Incontro) |
| 1975 | Crescendo                                         | Sergio Bardotti                                                | Dario Baldan Bembo                               | Dario Baldan Bembo (45 giri) |
| 1975 | Gabbiani                                          | Sergio Bardotti                                                | Dario Baldan Bembo                               | Dario Baldan Bembo (45 giri) |
| 1976 | Accendi una luna/Acende uma lua no ceu)           | Sergio Bardotti                                                | Vinícius de Moraes e Toquinho                    | Ornella Vanoni, Vinícius de Moraes e Toquinho (album La voglia, la pazzia, l'incoscienza, l'allegria)                                                            |
| 1976 | La rosa spogliata/A rosa desfolhada               | Sergio Bardotti                                                | Vinícius de Moraes e Toquinho                    | Ornella Vanoni, Vinícius de Moraes e Toquinho (album La voglia, la pazzia, l'incoscienza, l'allegria)                                                            |
| 1976 | La voglia, la pazzia                              | Sergio Bardotti                                                | Vinícius de Moraes e Toquinho                    | Ornella Vanoni, Vinícius de Moraes e Toquinho (album La voglia, la pazzia, l'incoscienza, l'allegria)                                                            |
| 1976 | Senza paura/Sem medo                              | Sergio Bardotti                                                | Vinícius de Moraes e Toquinho                    | Ornella Vanoni, Vinícius de Moraes e Toquinho (album La voglia, la pazzia, l'incoscienza, l'allegria)                                                            |
| 1976 | Due storie dei musicanti                          | Sergio Bardotti                                                | Luis Bacalov                                     | Ricchi e Poveri (album I musicanti) |
| 1976 | Piccolo                                           | Sergio Bardotti e Giampiero Scalamogna                         | Ruggero Cini e Dario Farina                      | Fiorella Mannoia (45 giri) |
| 1977 | La costruzione/Construção                         | Sergio Bardotti e Enzo Jannacci                                | Chico Buarque de Hollanda                        | Enzo Jannacci (album Secondo te...Che gusto c'è?) |
| 1977 | Isotta                                            | Sergio Bardotti                                                | Pippo Caruso                                     | Pippo Franco (45 giri) |
| 1977 | Ninna-nanna-nonna                                 | Sergio Bardotti                                                | Pippo Caruso                                     | Pippo Franco (45 giri) |
| 1977 | Blu                                               | Sergepy e Sergio Bardotti                                      | Mauro Lusini e Dario Farina                      | Gepy & Gepy |
| 1978 | Chi... io?                                        | Sergepy e Sergio Bardotti                                      | Dario Farina                                     | Gepy & Gepy |
| 1978 | Aldebaran                                         | Sergio Bardotti, Gianni Belleno e Giorgio D'Adamo              | Vittorio De Scalzi, Nico Di Palo e Ricky Belloni | New Trolls (album Aldebaran) |
| 1978 | Quella carezza della sera                         | Sergio Bardotti, Gianni Belleno e Giorgio D'Adamo              | Vittorio De Scalzi, Nico Di Palo e Ricky Belloni | New Trolls (album Aldebaran) |
| 1978 | Questo amore                                      | Sergio Bardotti e Mauro Lusini                                 | Ezio Maria Picciotta e Dario Farina              | Ricchi e Poveri (album Questo amore) |
| 1979 | Che idea                                          | Sergio Bardotti, Gianni Belleno e Giorgio D'Adamo              | Vittorio De Scalzi, Nico Di Palo e Ricky Belloni | New Trolls (album New Trolls) |
| 1979 | Domenica di Napoli                                | Sergio Bardotti, Lucio Dalla, Gianni Belleno e Giorgio D'Adamo | Vittorio De Scalzi, Nico Di Palo e Ricky Belloni | New Trolls (album New Trolls) |
| 1979 | OK! (Fiamme sul pacifico)                         | Sergio Bardotti, Gianni Belleno e Giorgio D'Adamo              | Vittorio De Scalzi, Nico Di Palo e Ricky Belloni | New Trolls (album New Trolls) |
| 1980 | Ricetta di donna                                  | Sergio Bardotti, Ornella Vanoni e Paolo Amerigo Cassella       | Totò Savio e Michele Zarrillo                    | Ornella Vanoni (album Ricetta di donna) Roberto Vecchioni (album Hollywood Hollywood)                                                                            |
| 1981 | Musica musica                                     | Sergio Bardotti e Ornella Vanoni                               | Maurizio Fabrizio                                | Ornella Vanoni (album Duemilatrecentouno parole) |
| 1981 | Vai Valentina                                     | Sergio Bardotti e Ornella Vanoni                               | Maurizio Fabrizio                                | Ornella Vanoni (album Duemilatrecentouno parole) |
| 1981 | La gonna                                          | Sergio Bardotti e Nini Giacomelli                              | Renato Pareti                                    | Ornella Vanoni (album Duemilatrecentouno parole) |
| 1981 | Fandango                                          | Sergio Bardotti e Nini Giacomelli                              | Maurizio Fabrizio                                | Ornella Vanoni (album Duemilatrecentouno parole) |
| 1982 | Alberi d'inverno                                  | Sergio Bardotti - Nini Giacomelli                              | Dario Baldan Bembo                               | Dario Baldan Bembo (album Spirito della terra) |
| 1982 | Amico è                                           | Sergio Bardotti - Nini Giacomelli - Mike Bongiorno             | Dario Baldan Bembo                               | Dario Baldan Bembo (album Spirito della terra) |
| 1982 | Preghiera per la musica                           | Sergio Bardotti - Nini Giacomelli                              | Dario Baldan Bembo                               | Dario Baldan Bembo (album Spirito della terra) |
| 1982 | Insieme                                           | Sergio Bardotti - Nini Giacomelli                              | Dario Baldan Bembo                               | Dario Baldan Bembo (album Spirito della terra) |
| 1982 | Voci di città                                     | Sergio Bardotti - Nini Giacomelli                              | Dario Baldan Bembo                               | Dario Baldan Bembo (album Spirito della terra) |
| 1982 | Favola di primavera                               | Sergio Bardotti - Nini Giacomelli                              | Dario Baldan Bembo                               | Dario Baldan Bembo (album Spirito della terra) |
| 1982 | Spirito della Terra                               | Sergio Bardotti - Nini Giacomelli                              | Dario Baldan Bembo                               | Dario Baldan Bembo (album Spirito della terra) |
| 1982 | A sud ovest del Balmun                            | Sergio Bardotti - Nini Giacomelli                              | Dario Baldan Bembo                               | Dario Baldan Bembo (album Spirito della terra) |
| 1982 | Fattoria                                          | Sergio Bardotti - Nini Giacomelli                              | Dario Baldan Bembo                               | Dario Baldan Bembo (album Spirito della terra) |
| 1982 | Le voci del mattino                               | Sergio Bardotti                                                | Umberto Bindi                                    | Umberto Bindi (album D'ora in poi) |
| 1982 | Signora di una sera                               | Sergio Bardotti                                                | Umberto Bindi                                    | Umberto Bindi (album D'ora in poi) |
| 1982 | Caro qualcuno                                     | Sergio Bardotti                                                | Umberto Bindi                                    | Umberto Bindi (album D'ora in poi) Mina (album Italiana) |
| 1982 | L'impossibile idea                                | Sergio Bardotti                                                | Umberto Bindi                                    | Umberto Bindi (album D'ora in poi) |
| 1983 | Grazie perché/We've got tonight                   | Sergio Bardotti - Nini Giacomelli                              | Bob Seger                                        | Gianni Morandi (vari) |
| 1984 | I grandi cacciatori                               | Sergio Bardotti - Nini Giacomelli                              | Chamfort - Serge Gainsbourg                      | Ornella Vanoni |
| 1984 | El mosquito                                       | Sergio Bardotti - Nini Giacomelli                              | Pino Massara                                     | La Banda del Pallone Giallo - Bandiera Gialla |
| 1984 | Aufwiedersehen bambino                            | Sergio Bardotti - Nini Giacomelli                              | Pino Massara                                     | La Banda del Pallone Giallo - Bandiera Gialla |
| 1984 | Amici per la pelle                                | Sergio Bardotti - Nini Giacomelli                              | Pino Massara                                     | La Banda del Pallone Giallo - Bandiera Gialla |
| 1984 | Superfantastico                                   | Sergio Bardotti - Nini Giacomelli                              | Felisatti- Ballestreros                          | La Banda del Pallone Giallo - Bandiera Gialla |
| 1984 | Ba ba bambina                                     | Sergio Bardotti - Nini Giacomelli                              | Pino Massara                                     | La Banda del Pallone Giallo - Bandiera Gialla |
| 1984 | Quel naso qui                                     | Sergio Bardotti - Nini Giacomelli                              | Alvarez- Bermudes                                | La Banda del Pallone Giallo - Bandiera Gialla |
| 1984 | Banzai Samurai                                    | Sergio Bardotti - Nini Giacomelli                              | Pino Massara                                     | La Banda del Pallone Giallo - Bandiera Gialla |
| 1984 | Pagliaccio                                        | Sergio Bardotti - Tinin Mantegazza                             | Pino Massara                                     | La Banda del Pallone Giallo - Bandiera Gialla |
| 1984 | Bicicletta                                        | Sergio Bardotti - Nini Giacomelli                              | Toquinho                                         | Jairzinho |
| 1984 | Il foglio di carta                                | Sergio Bardotti - Nini Giacomelli                              | Toquinho                                         | Jairzinho |
| 1984 | La palla                                          | Sergio Bardotti - Nini Giacomelli                              | Toquinho                                         | Jairzinho - Ciccio Graziani |
| 1985 | Quante volte (sono stato per arrendermi)          | Sergio Bardotti                                                | Umberto Bindi                                    | Johnny Dorelli (45 giri) |
| 1985 | La cosa si fa                                     | Sergio Bardotti                                                | Umberto Bindi                                    | Johnny Dorelli (45 giri) |
| 1985 | Senza lei                                         | Sergio Bardotti - Nini Giacomelli                              | Vladi Tosetto                                    | Vladi Tosetto (Q-Disc) |
| 1985 | Amica mia (atto di resa)                          | Sergio Bardotti - Nini Giacomelli                              | Vladi Tosetto                                    | Vladi Tosetto (Q-Disc) |
| 1985 | Sono in viaggio                                   | Sergio Bardotti - Nini Giacomelli                              | Vladi Tosetto                                    | Vladi Tosetto (Q-Disc) |
| 1985 | La casa mai finita                                | Sergio Bardotti - Nini Giacomelli                              | Vladi Tosetto                                    | Vladi Tosetto (Q-Disc) |
| 1985 | Vivi                                              | Sergio Bardotti - Nini Giacomelli                              | Vladi Tosetto                                    | Vladi Tosetto (Q-Disc) |
| 1985 | Caterina                                          | Sergio Bardotti - Nini Giacomelli                              | Pino Massara                                     | Marina Pagano (Q-Disc) |
| 1985 | Io ti perdono                                     | Sergio Bardotti - Nini Giacomelli                              | Pino Massara                                     | Marina Pagano (Q-Disc) |
| 1989 | Momenti sì momenti no                             | Sergio Bardotti - Nini Giacomelli                              | Charles Aznavour                                 | Charles Aznavour (album Momenti sì momenti no) |
| 1989 | Ti voglio dire addio                              | Sergio Bardotti - Nini Giacomelli                              | Charles Aznavour                                 | Charles Aznavour (album Momenti sì momenti no) |
| 1989 | Te contro me                                      | Sergio Bardotti - Nini Giacomelli                              | Charles Aznavour                                 | Charles Aznavour (album Momenti sì momenti no) |
| 1989 | Dormire con lei, signora/Dormir avec vous, Madame | Sergio Bardotti - Nini Giacomelli                              | Charles Aznavour                                 | Charles Aznavour (album Momenti sì momenti no) |
| 1989 | Io bevo/Je bois                                   | Sergio Bardotti - Nini Giacomelli                              | Charles Aznavour Garvarentz                      | Charles Aznavour (album Momenti sì momenti no) |
| 1989 | Di già                                            | Sergio Bardotti - Nini Giacomelli                              | Charles Aznavour                                 | Charles Aznavour (album Momenti sì momenti no) |
| 1989 | Mi aggrappo                                       | Sergio Bardotti - Nini Giacomelli                              | Charles Aznavour Garvarentz                      | Charles Aznavour (album Momenti sì momenti no) |
| 1989 | Abbracciami                                       | Sergio Bardotti - Nini Giacomelli                              | Charles Aznavour                                 | Charles Aznavour (album Momenti sì momenti no) |
| 1989 | Le barche sono fuori/Les bateaux sont partis      | Sergio Bardotti - Nini Giacomelli                              | Charles Aznavour Bernard Dimey                   | Charles Aznavour (album Momenti sì momenti no) |
| 1989 | Un'idea                                           | Sergio Bardotti - Nini Giacomelli                              | Charles Aznavour                                 | Charles Aznavour (album Momenti sì momenti no) |
| 1989 | Io come farò                                      | Sergio Bardotti                                                | Gino Paoli e Mauro Pagani                        | Ornella Vanoni (album Il giro del mio mondo) |
| 1989 | Ti lascerò                                        | Sergio Bardotti, Fausto Leali e Fabrizio Berlincioni           | Franco Fasano e Franco Ciani                     | Fausto Leali e Anna Oxa (45 giri) |
| 1997 | Facendo i conti (con Chico Buarque de Hollanda)   | Sergio Bardotti - Nini Giacomelli                              | Chico Buarque de Hollanda - Francis Hime         | Tosca (album Incontri e passaggi) |
| 1997 | Ho fatto un sogno                                 | Sergio Bardotti e Antonello Venditti                           | Antonello Venditti e Ennio Morricone             | Antonello Venditti (album Antonello nel paese delle meraviglie)                                                                                                  |
| 1999 | Un canto                                          | Sergio Bardotti                                                | Ennio Morricone                                  | Andrea Bocelli (album Sogno) |
| 2001 | Aria                                              | Sergio Bardotti                                                | Dario Baldan Bembo                               | Dario Baldan Bembo (album Il canto dell'umanità) |
| 2004 | Acqua                                             | Nini Giacomelli - Sergio Bardotti                              | Franco Bertoldi - Alessandra Amaddii             | Bibi Bertelli e Sam Session (CD allegato al libro Favole a pelo d'acqua)                                                                                         |
| 2004 | Favole a pelo d'acqua                             | Nini Giacomelli - Sergio Bardotti                              | Franco Bertoldi - Alessandra Amaddii             | Bibi Bertelli e Sam Session (CD allegato al libro Favole a pelo d'acqua)                                                                                         |
| 2004 | Magdalena                                         | Nini Giacomelli - Sergio Bardotti                              | Franco Bertoldi                                  | Alessandra Amaddii e Sam Session (CD allegato al libro Favole a pelo d'acqua)                                                                                    |
| 2004 | Pepito Puzzone                                    | Nini Giacomelli - Sergio Bardotti                              | Franco Bertoldi -Alessandra Amaddii              | Bibi Bertelli e Sam Session (CD allegato al libro Favole a pelo d'acqua)                                                                                         |
| 2004 | La paura                                          | Nini Giacomelli - Sergio Bardotti                              | Franco Bertoldi                                  | Franco Bertoldi e Sam Session (CD allegato al libro Favole a pelo d'acqua)                                                                                       |
| 2004 | Drago Sciacquone                                  | Nini Giacomelli - Sergio Bardotti                              | dalla "Marcia militare" di Franz Schubert        | Chiara Trebo con Luis Bacalov (CD allegato al libro Favole a pelo d'acqua)                                                                                       |
| 2007 | Samba del grande amore/Samba do grande amor       | Sergio Bardotti                                                | Chico Buarque de Hollanda                        | Elisabetta Prodon (album Samba e amore, inedito, Philology W296)                                                                                                 |
| 2008 | Se fossi il tempo                                 | Sergio Bardotti - Nini Giacomelli                              | Pino Massara                                     | Simone Cristicchi (album Bardòci) |
| 2008 | La ballerina/Ciranda da bailarina                 | Sergio Bardotti - Nini Giacomelli                              | Chico Buarque de Hollanda                        | Sergio Bardotti (CD allegato al libro Se tutti fossero uguali a te)                                                                                              |
| 2008 | Inno del Breno/Ino do Politeama                   | Sergio Bardotti - Nini Giacomelli                              | Chico Buarque de Hollanda                        | Sergio Bardotti e Nini Giacomelli (CD allegato al libro Se tutti fossero uguali a te)                                                                            |
| 2008 | Vita/Vida                                         | Sergio Bardotti - Nini Giacomelli                              | Chico Buarque de Hollanda, Francis Hime          | Chico Buarque de Hollanda (album Bardòci) |
| 2008 | Com'è che ti va?/Onde anda você?                  | Sergio Bardotti - Nini Giacomelli                              | Vinícius de Moraes                               | Sergio Cammariere (album Bardòci) |
| 2008 | Questo nuovo amore/Le prochain amour              | Sergio Bardotti - Nini Giacomelli                              | Jacques Brel                                     | Max Manfredi (album Bardòci) |
| 2008 | Io non lo so/Je ne sais pas                       | Sergio Bardotti - Nini Giacomelli                              | Jacques Brel                                     | Raffella Benetti (album Bardòci) |
| 2008 | Canzone dei ministri                              | Sergio Bardotti - Nini Giacomelli                              | Luis Bacalov                                     | Luca Faggella (album Bardòci) |
| 2008 | Ti voglio dire addio                              | Sergio Bardotti - Nini Giacomelli                              | Charles Aznavour                                 | Massimo Ranieri (album Bardòci) |
| 2008 | Samba del grande amore/Samba do grande amor       | Sergio Bardotti                                                | Chico Buarque de Hollanda                        | Elisabetta Prodon (album Bardòci) |
| 2008 | Questa pianura/Le plat pays                       | Sergio Bardotti - Gino Paoli                                   | Jacques Brel                                     | Gianmaria Testa (album Bardòci) |